# Олексіївська сполучна лінія
Олексіївська сполучна лінія - залізнична сполучна лінія Московського залізничного вузла, яка використовується для транзитного руху поїздів з одного радіального напрямку вузла на інший.
Прямує Центральним, Північно-Східним, межею між Центральним і Північним адміністративними округами Москви. Відноситься до Московської залізниці (Московсько-Курського регіону).
Має в своєму складі:
- Двоколійну електрифіковану лінію завдовжки 11 км від станції Москва-Пасажирська-Смоленська до станції Москва-Пасажирська-Курська (в протилежну сторону від основного Білоруського/Курського напрямку) з чотирма проміжними пунктами зупинок електропоїздів (умовно із заходу на схід):
  - Пл. Савеловська (підземний перехід на основні платформи станції Москва-Бутирська у Савеловського вокзалу і на станцію метро «Савеловська»)
  - Пл. Москва-Станколіт
  - Пл. Ржевська (пішохідний перехід до Ризького вокзалу і до станції метро «Ризька»)
  - Ст. Москва-Каланчевська (пішохідний перехід на три вокзали і станцію метро «Комсомольська»)
- Відгалуження на Савеловський напрямок при русі із заходу від Білоруського вокзалу через платформи Савеловського вокзалу
- Відгалуження на Ризький напрямок при русі зі сходу від Ржевської, минаючи платформи Ризького вокзалу (але не станцію Москва-Ризька)
- Відгалуження на Ленінградський напрямок (головний хід Октябрської залізниці) при русі зі сходу від Ржевської, минаючи Ленінградський вокзал (станцію Москва-Пас.)

При цьому ділянка лінії між платформами Москва-Станколіт і Ржевська (не включаючи їх) знаходиться в межах станції Москва-Ризька, в тому числі розв'язка з Ризьким напрямком і колишній пост Олексіївський, а також два передавальних стрілочних з'їзди до станції Москва-Товарна головного ходу Жовтневої залізниці. Ділянка з відгалуженням на Савеловський напрямок знаходиться в межах станції Москва-Бутирська, в тому числі одна колія у платформи Савеловська.
Лінією здійснюється приміський пасажирський рух на/з напрямків:
- Смоленський (Білоруський) (зі/до станцій Савеловського або Курського напрямку)
- Ризький (тільки зі/до Ржевської, Каланчевської і станцій Курського напрямку)
- Курський (крім Савеловського вокзалу)
- Савеловський (тільки зі/до станцій Білоруського напрямку)
- Горьківський (тільки один експрес на день до Каланчевської, частіше сполучення обмежено кількістю колій з Горьківського напряму на транзитні платформи Курського вокзалу).

Крім продовження проходження електропоїздів далі основних вокзалів до Каланчевської або інших вокзалів, гілка дозволяє з'єднувати попарно напрямки різних вокзалів, і ця можливість інтенсивно використовується для транзитного пасажирського сполучення електропоїздами:
- Смоленський - Савеловський напрямки
- Смоленський - Курський напрямки
- Курський - Ризький напрямки (минаючи платформи Ризького вокзалу)

Також поїздами далекого прямування використовуються з'їзди на Октябрську залізницю, Савеловський і Тульський напрямки:
- Ленінградський-Курський напрямки (для поїздів, що прямують з Санкт-Петербурга або Мурманська в напрямку Кавказу або Криму)
- Ленінградський - Горьківський напрямок (використовувалося «сапсаном» маршруту Санкт-Петербург - Нижній Новгород в 2010-2011 роках)
- Смоленський-Курський напрямок (поїзд 109С Москва-Анапа, прямуючий з приміської платформи Білоруського вокзалу).

Через те, що моторвагонне депо ТЧ-18 ім.Ілліча, яке обслуговувала раніше Смоленський напрямок, закрито, і всі електропоїзди передані в депо ТЧПРІГ-14 Лобня, Олексіївська сполучна лінія забезпечує можливість переміщення поїздів з депо ТЧПРІГ-14 Лобня Савеловського і ТЧПРІГ-3 Перерва Курського напрямків для роботи на Смоленському напрямку.
З огляду на всі можливі пересадки з охоплених лінією вокзалів та зупинних пунктів, не охопленими цією пересадковою системою залишаються тільки Київський і Павелецький напрямки (вокзали є тупиковими, знаходяться на південному заході/півдні, в той час як дана лінія проходить північніше). При цьому Павелецькийнапрямок пов'язаний з Курським через сполучну гілку Царицино - Бирюлево на півдні Москви, по якій є рух поїздів далекого прямування, але немає приміського (в середині 2000-х ходив Аероекспрес з Білоруського вокзалу в аеропорт Домодєдово).

## Історія
Олексіївська сполучна лінія спочатку поєднувала Курський вокзал з сьогоденною Октябрською залізницею, до 1870 року була продовжена до Смоленського вокзалу.
У 1890-х роках до неї приєднали Царську гілку, яка дозволила напряму потрапити на Смоленський вокзал з Петербургу.
У 1981 році перша колія Савеловського вокзалу продовжена на Олексіївську лінію до Білоруського напрямку, організовано транзитний рух електропоїздів між Білоруським і Савеловським напрямками (транзитний неприміський рух існував і до цього). У 2011 році поряд побудовано ще одну колію і платформа для двоколійного руху для безперешкодного курсування Аероекспресу разом з приміськими електропоїздами.